# Carry & Ron
Carry & Ron ist ein deutsches Country-Rock-Duo, das 1988 von Carmen „Carry“ Traub (geb. Kreusel) und Ronald „Ron“ Traub gegründet wurde. Die Band erlangte durch ihre Alben, insbesondere I.O.U. (1991), internationale Bekanntheit und wurde mehrfach für ihre Leistungen in der Country-Musikszene ausgezeichnet. Seit 1999 konzentrieren sich Carry & Ron hauptsächlich auf die Produktion von Musik für Unternehmen und soziale Projekte. Heute leben sie in Bad Wörishofen in Bayern.

## Bandgeschichte

### Gründung und erste Erfolge (1988–1990)
Die gemeinsame musikalische Karriere von Carmen und Ronald Traub begann im Mai 1988 in der Musikkneipe Schlüssel in Spaichingen. Nach mehreren gemeinsamen Auftritten gründeten sie das Duo Carry & Ron. Bereits im August desselben Jahres produzierten sie ihre erste Single. 1989 trat die Band über 100 Mal auf und erhielt im August ihren ersten Plattenvertrag. Das erste Album wurde in Österreich aufgenommen.
1990 folgte die Produktion des zweiten Albums und der erste Fernsehauftritt im Abendprogramm der ARD.

### Aufstieg mitI.O.U.und internationale Anerkennung (1991–1996)
Ein bedeutender Meilenstein der Bandgeschichte war die Produktion des Albums I.O.U. (1991) in Nashville, USA, mit renommierten Musikern, die unter anderem mit Crystal Gayle und Garth Brooks zusammengearbeitet hatten. Dieses Album fand nicht nur in Deutschland Beachtung, sondern wurde 1996 in Südkorea für zwölf Wochen zum Nummer-eins-Hit und erzielte Doppelplatin für den Verkauf von über 1,5 Millionen Exemplaren.
1992 gingen Carry & Ron als Vorband mit der britischen Rockband Procol Harum auf Deutschlandtournee und landeten mit ihrem Song „Friendly Fire“ aus dem Album I.O.U. einen Rundfunkhit. Im selben Jahr produzierten sie in Nashville das Album Mission of Love, das auch in Europa veröffentlicht wurde. 1993 erhielten sie zwei Music Awards als „Duo des Jahres“, darunter von der German-American Country Music Federation (GACMF).
Ein weiterer großer TV-Auftritt fand 1992 in der Sendung Die Pyramide mit Dieter Thomas Heck statt. Ihr viertes Album Legend in the Making nahmen sie 1994 wieder in Nashville auf, unterstützt von den Jordanaires, den ehemaligen Backgroundsängern von Elvis Presley.

### Erfolg in Asien und Rückzug von der Bühne (1997–2007)
Der kommerzielle Erfolg des Albums I.O.U. in Asien führte 1996 zu einer Veröffentlichung in Südkorea, wo es sich zwölf Wochen auf Platz 1 der Charts hielt. 1997 reisten Carry & Ron nach Asien und in die USA, um weitere Veröffentlichungen und Konzerte vorzubereiten.
Ab 1999 zog sich das Duo zunehmend von der Bühne zurück und begann, sich auf die Produktion von Firmensongs zu konzentrieren. In den folgenden Jahren arbeiteten sie mit verschiedenen Unternehmen und Organisationen, darunter Siemens und World Vision Deutschland, und produzierten Musik für Charity-Projekte.

### Musik-Workshops und soziales Engagement (2008–2020)
Ab 2008 entwickelten Carry & Ron ein Musik-Workshop-Konzept, das in verschiedenen sozialen und therapeutischen Einrichtungen eingesetzt wurde. Unter dem Namen lifenotes und später writeyoursong boten sie deutschlandweit über 300 Workshops an. In Kooperation mit der Deutschen Kinderkrebsstiftung führten sie das Musikprojekt Lichtspiel durch.

### Aktuelle Projekte (seit 2020)
Mit der Corona-Pandemie verlagerten Carry & Ron ihre Aktivitäten zunehmend ins Digitale und bauten ihr Studio in Bad Wörishofen zu einer Produktionsstätte für Musik- und Videoproduktionen um. 2024 starteten sie den YouTube-Kanal Unseen Legends – Die Musikwelt Backstage, in dem sie die Geschichten und Erlebnisse hinter den Kulissen der Musikindustrie beleuchten.

## Diskografie (Auswahl)
- 1991: I.O.U.[9]
- 1992: Mission of Love
- 1994: Legend in the Making
- 1996: Carry On
- 1996: Gospels, Ballads, Christmas Songs

## Auszeichnungen
- Mehrere Music Awards als „Duo des Jahres“ der German-American Country Music Federation (1993, 1995)
- Doppelplatin für I.O.U. in Südkorea (1996)